# Kaba (Vulkan)
Der Kaba (malaiisch: Gunung Kaba) ist ein Zwillingsvulkan auf der Insel Sumatra im Hitam-Gebirge. Er hat einen vertieften Gipfelkrater-Komplex, der von drei historisch aktiven Kratern dominiert wird, die sich ostnordöstlich vom Gipfel in die nordöstliche Flanke hinabziehen. Der Krater des Gunung Kaba, der am weitesten südwestlich liegt, mit dem Namen Kawah Lama, ist der größte von ihnen.
Die meisten historischen Eruptionen beeinflussten lediglich die Gipfelregion des Vulkans. Sie entstammten zumeist den zentralen Gipfel-Kratern, jedoch produzierte auch der an der oberen Nordostflanke gelegene Krater Kawah Vogelsang Ausbrüche während des 19. und 20. Jahrhunderts. 1833 warf eine Eruption Wasser aus dem Kratersee, was Lahare auslöste, die schwere Schäden und Todesfälle in den Dörfern Talang, Klingi und Bliti verursachten.
Am Kaba entspringt der Fluss Musi, einer der größten Flüsse Indonesiens.